# Windstreek
Een windrichting, windstreek, kompasstreek of hemelstreek is 1/32e deel van de kompasroos en komt overeen met 11,25°. Het wordt gebruikt voor het globaal aangeven van de richting van waaruit de wind komt. De vier hoofdstreken zijn noord, oost, zuid en west. Deze windstreken zijn te combineren, zo ligt noordoost precies tussen noord en oost.
De hoofdstreken worden vaak met de eerste letter afgekort. Soms wordt daarbij vaak de voorkeur gegeven aan de Engelse afkortingen (noorden = N, oosten = E, zuiden = S, westen = W). Behalve dat ze internationaal bekend zijn, hebben ze nog twee voordelen: de O wordt niet met de nul verward (of met de Franse O, die West betekent) en de Z wordt, als de afbeelding op zijn kant staat, niet met de N verward.
De koers van een schip of vliegtuig wordt tegenwoordig meestal in graden (of tientallen graden) aangegeven.
Een tabel met het aantal graden, de afkorting van de windrichting en de benaming bij een in 32 streken opgedeelde kompasroos:
| Graden | Afkorting | Richting              |
| ------ | --------- | --------------------- |
| 0      | N         | noord                 |
| 11¼    | NtO       | noord ten oosten      |
| 22½    | NNO       | noordnoordoost        |
| 33¾    | NOtN      | noordoost ten noorden |
| 45     | NO        | noordoost             |
| 56¼    | NOtO      | noordoost ten oosten  |
| 67½    | ONO       | oostnoordoost         |
| 78¾    | OtN       | oost ten noorden      |
| 90     | O         | oost                  |
| 101¼   | OtZ       | oost ten zuiden       |
| 112½   | OZO       | oostzuidoost          |
| 123¾   | ZOtO      | zuidoost ten oosten   |
| 135    | ZO        | zuidoost              |
| 146¼   | ZOtZ      | zuidoost ten zuiden   |
| 157½   | ZZO       | zuidzuidoost          |
| 168¾   | ZtO       | zuid ten oosten       |
| 180    | Z         | zuid                  |
| 191¼   | ZtW       | zuid ten westen       |
| 202½   | ZZW       | zuidzuidwest          |
| 213¾   | ZWtZ      | zuidwest ten zuiden   |
| 225    | ZW        | zuidwest              |
| 236¼   | ZWtW      | zuidwest ten westen   |
| 247½   | WZW       | westzuidwest          |
| 258¾   | WtZ       | west ten zuiden       |
| 270    | W         | west                  |
| 281¼   | WtN       | west ten noorden      |
| 292½   | WNW       | westnoordwest         |
| 303¾   | NWtW      | noordwest ten westen  |
| 315    | NW        | noordwest             |
| 326¼   | NWtN      | noordwest ten noorden |
| 337½   | NNW       | noordnoordwest        |
| 348¾   | NtW       | noord ten westen      |
| 360    | N         | noord                 |

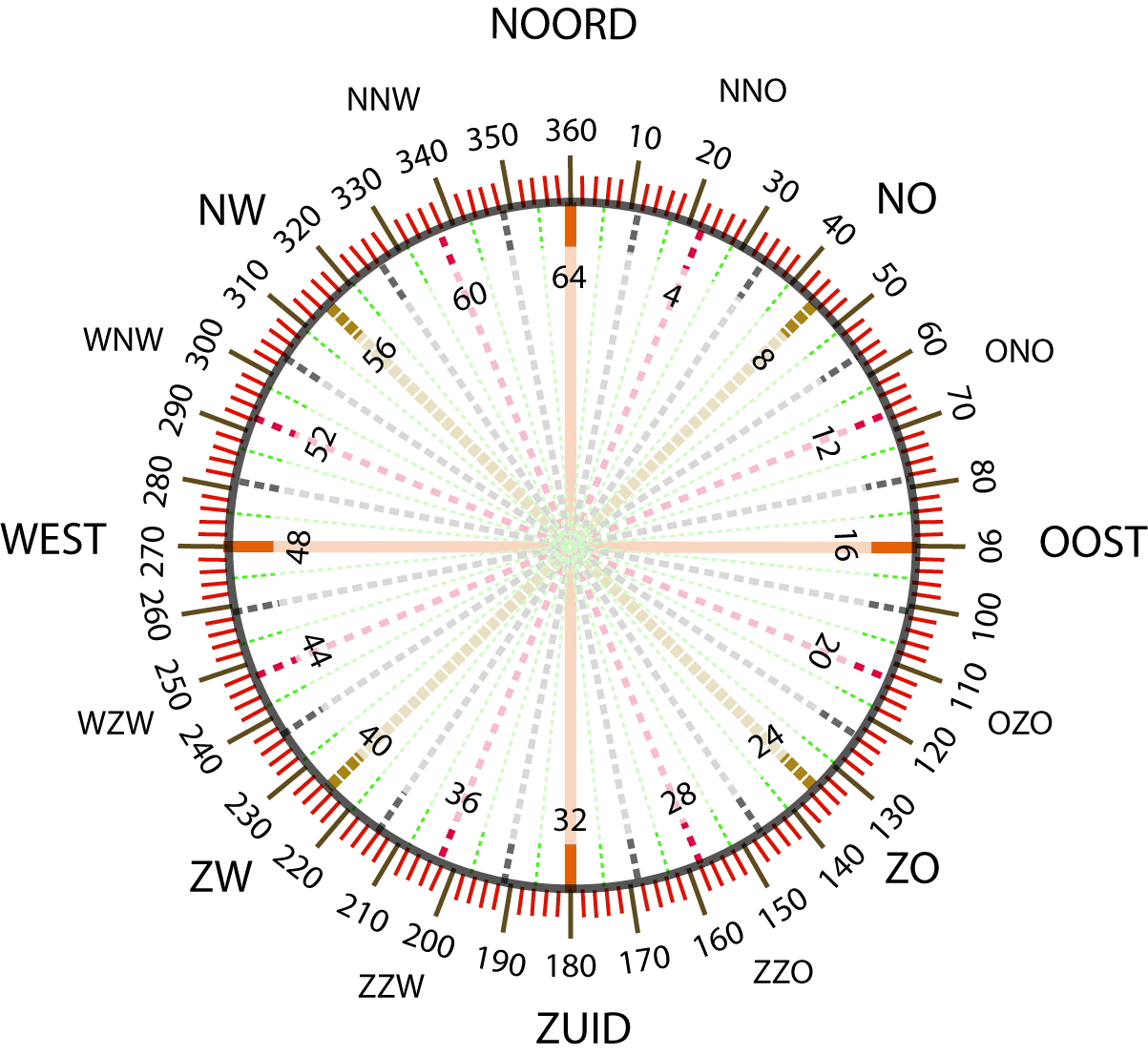
Kompasroos met windstreken. Onderverdeling streken, in graden en duizendsten (mil). 360° = 6400 duizendsten.

Bij de kortste route tussen twee locaties (grootcirkelnavigatie) blijft de koers meestal niet gelijk.
In tegenstelling tot de richting van de wind (richting van de luchtverplaatsing) wordt bij het aangeven van de windrichting aangeduid waar de wind vandaan komt. Zo is een westelijke wind een luchtverplaatsing van west naar oost. Dit geldt ook voor een 'stroming' van bijvoorbeeld een regengebied of een hogedrukgebied; een westelijke stroming gaat van west naar oost. Er zijn enkele geheugensteuntjes om deze windrichtingen te onthouden: Nooit Opstaan Zonder Wekker, Nooit Oorlog Zonder Wapens en Nooit Op Zondag Werken.

## Trivia
- In de Noordse mythologie zijn Norðri, Suðri, Austri en Vestri ("Noord, Zuid, Oost en West") vier dwergen in de Edda Gylfaginning, die elk een van de vier windhoeken droegen. Samen houden ze de hemel omhoog, die van de schedel van de reus Ymir was gemaakt.
- In Den Haag wordt op de meeste plattegronden van de stad de Noordzee als het Noorden gezien, terwijl in werkelijkheid de zee in het WNW ligt. Op een plattegrond van Den Haag met de zee in het Noorden liggen straat- en wijknamen (deels) vernoemd naar windstreken op de 'juiste' plek.[1]